# Liarea
Liarea là một chi ốc đất liền với một nắp, là động vật chân bụng sống trên cạn động vật thân mềm thuộc phân họ Liareinae.

## Species and subspecies
Các loài và phân loài thuộc chi Liarea bao gồm:
- Liarea aupouria
  - Liarea aupouria aupouria Powell, 1954
  - Liarea aupouria tara Powell, 1954
- Liarea bicarinata (Suter, 1907)
- Liarea egea
  - Liarea egea egea (Gray, 1850)
  - Liarea egea tessellata Powell, 1954
- Liarea hochstetteri
  - Liarea hochstetteri hochstetteri (Pfeiffer, 1861)
  - Liarea hochstetteri alta Powell, 1954
  - Liarea hochstetteri carinella (Pfeiffer, 1861)
- Liarea lepida (Suter, 1904)
- Liarea ornata Powell, 1954
- Liarea turriculata
  - Liarea turriculata turriculata (Pfeiffer, 1855)
  - Liarea turriculata partula Powell, 1954
  - Liarea turriculata waipoua Powell, 1954